# Dickie Thompson
Dickie Thompson, geboren als James Edward Thompson (Jersey City, 13 december 1917 – Tucson, 22 februari 2007), was een Amerikaanse rhythm-and-blues- en jazzmuzikant (zang, gitaar) en songwriter.

## Biografie
Thompson leerde op 15-jarige leeftijd gitaar spelen. Qua stijl werd hij beïnvloed door jazzgitarist Bill Jennings. In 1945 nam hij met zijn studioband Dickie Thompson & His Blue Five (bestaande uit John Hardee, Teddy Brannon, Franklin Skeete en Gene Groves) vier nummers op voor het kleine label Signature Records. Tijdens de komende jaren werkte hij in New York met o.a. Doles Dickens en Dinah Washington. In 1949 ontstonden verdere nummers als Gambler's Blues en Jailhouse Blues (1951) in uitgebreide bezetting (Dickie Thompson & His Orchestra, met Taft Jordan, Tyree Glenn, Buddy Tate, Cecil Payne, Joe Black, Aaron Bell en Jimmy Crawford) en twee nummers voor Decca Records (What's the Reason (I'm Not Pleasin' You)/Whiskey and Gin).
Thompson nam met zijn eigen ensemble (met Budd Johnson, Mickey Baker, Sticks Evans) de r&b-georiënteerde eigen compositie Thirteen Women and One Man (1954) op, die o.a. werd gecoverd door Bill Haley als Thirteen Women (And Only One Man in Town), oorspronkelijk de A-kant van zijn latere hit Rock Around the Clock, hetgeen Thompson levenslang verzekerde van tantièmes. In 1958 speelde hij met Cozy Cole (Cozy's Caravan/Earl's Backroom) en in hetzelfde jaar trad hij op met jazzgrootheden als Pee Wee Russell, Coleman Hawkins en Lester Young bij Jazz Party van Art Ford. In 1959 bracht hij de rock-'n-roll-georiënteerde single Real Zan-Zee uit. Vanaf 1965 tot midden jaren 1980 speelde hij met Wild Bill Davis, te horen op diens albums Free, Frantic and Funky (1965) en Live at Count Basie's (1966). Op het gebied van de jazz was hij tussen 1945 en 1986 betrokken bij 29 opnamesessies.

## Overlijden
Dickie Thompson overleed in februari 2007 op 89-jarige leeftijd.
- Bibliothèque nationale de France: cb13940176g (data)
- Library of Congress Control Number: no97023591
- MusicBrainz: 5cf3d7dc-3204-4ef1-b0ae-6d922c71124c
- Virtual International Authority File: 115149294076580520267